# شهدطوطیک رنگین‌کمان
شهدطوطیک رنگین‌کمان یا شهدطوطیک استرالیایی (نام علمی: Trichoglossus moluccanus) بومی استرالیا که در امتداد ساحل شرقی، از شمال کوئینزلند تا استرالیای جنوبی پراکندگی دارد. زیستگاه آن جنگل‌های بارانی، بوته‌ای ساحلی و مناطق جنگلی است و از شهد گل‌ها، میوه‌ها و دانه‌ها تغذیه می‌کند.